# Wuhan Open 2024
Wuhan Open 2024, oficiálně Dongfeng Voyah Wuhan Open 2024, byl tenisový turnaj na ženském profesionálním okruhu WTA Tour, hraný v Mezinárodním tenisovém centru Optics Valley. Sedmý ročník Wuhan Open probíhal mezi 7. a 13. říjnem 2024 v čínské megapoli Wu-chanu, metropoli provincie Chu-pej, na dvorcích s tvrdým povrchem. V letech 2020–2023 se nekonal, když byla nejdříve čínská část okruhu v sezónách 2020 a 2021 zrušena kvůli pandemii covidu-19. Ženská tenisová asociace poté od prosince 2021 do dubna 2023 bojkotovala čínské turnaje v důsledku kauzy zmizení čínské tenistky Pcheng Šuaj.
Turnaj dotovaný 3 221 715 dolary patřil do kategorie WTA 1000, jako závěrečná událost této desetidílné série. Nejvýše nasazenou singlistkou se stala světová dvojka Aryna Sabalenková. Jako poslední přímá účastníce do dvouhry nastoupila, k datu uzávěrky přihlášek, americká 44. hráčka žebříčku Caroline Dolehideová.  Po zahájení invaze Ruska na Ukrajinu v závěru února 2022 řídící organizace tenisu ATP, WTA a ITF s grandslamy rozhodly, že ruští a běloruští tenisté mohli dále na okruzích startovat, ale do odvolání nikoli pod vlajkami Ruska a Běloruska.
Sedmnáctý singlový titul na okruhu WTA Tour, a sedmý v úrovni WTA 1000, vybojovala Aryna Sabalenková. Jako první tenistka otevřené éry vyhrála v Číně pět soutěží dvouher. I třetí wuchanskou účast proměnila v titul, když v čínském velkoměstě zvítězila již v letech 2018 a 2019. Finálovou výhrou překonala turnajový rekord šestnácti vítězství sdílený s Kvitovou. Čtyřhru ovládly Kazachstánka Anna Danilinová s Irinou Chromačovovou, které získaly čtvrtou společnou trofej a každá z nich první kariérní triumf v úrovni WTA 1000.

## Rozdělení bodů a finančních odměn

### Rozdělení bodů
| Soutěž  | Soutěž       | vítězky | finalistky | semifinalistky | čtvrtfinalistky | 16 v kole | 32 v kole | 56 v kole | Q  | Q2 | Q1 |
| ------- | ------------ | ------- | ---------- | -------------- | --------------- | --------- | --------- | --------- | -- | -- | -- |
| dvouhra | [ 5 ] [ 11 ] | 1000    | 650        | 390            | 215             | 120       | 65        | 10        | 30 | 20 | 2  |
| čtyřhra | [ 12 ]       | 1000    | 650        | 390            | 215             | 120       | 10        | —         | —  | —  | —  |

### Finanční odměny
| Soutěž                                  | Soutěž       | vítězky   | finalistky | semifinalistky | čtvrtfinalistky | 16 v kole | 32 v kole | 56 v kole | Q2      | Q1      |
| --------------------------------------- | ------------ | --------- | ---------- | -------------- | --------------- | --------- | --------- | --------- | ------- | ------- |
| dvouhra                                 | [ 5 ] [ 11 ] | 525 115 $ | 309 280 $  | 159 439 $      | 73 193 $        | 36 568 $  | 20 714 $  | 14 846 $  | 8 828 $ | 4 624 $ |
| čtyřhra                                 | [ 12 ]       | 154 640 $ | 86 980 $   | 46 715 $       | 24 165 $        | 13 693 $  | 9 128 $   | —         | —       | —       |
| částky ve čtyřhrách jsou uvedeny na pár |              |           |            |                |                 |           |           |           |         |         |

## Ženská dvouhra

### Nasazení
| Stát                         | Hráčka                | WTA | Nasazení |
| ---------------------------- | --------------------- | --- | -------- |
|                              | Aryna Sabalenková     | 2.  | 1.       |
| USA                          | Jessica Pegulaová     | 3.  | 2.       |
| Itálie                       | Jasmine Paoliniová    | 5.  | 3.       |
| USA                          | Coco Gauffová         | 6.  | 4.       |
| Čína                         | Čeng Čchin-wen        | 7.  | 5.       |
| USA                          | Emma Navarrová        | 8.  | 6.       |
| Česko                        | Barbora Krejčíková    | 10. | 7.       |
|                              | Darja Kasatkinová     | 11. | 8.       |
| Brazílie                     | Beatriz Haddad Maiová | 12. | 9.       |
|                              | Anna Kalinská         | 14. | 10.      |
|                              | Ljudmila Samsonovová  | 15. | 11.      |
|                              | Diana Šnajderová      | 16. | 12.      |
| Ukrajina                     | Marta Kosťuková       | 18. | 13.      |
| Španělsko                    | Paula Badosová        | 19. | 14.      |
| Chorvatsko                   | Donna Vekićová        | 20. | 15.      |
|                              | Mirra Andrejevová     | 22. | 16.      |
| Žebříček WTA k 23. září 2024 |                       |     |          |

### Jiné formy účasti
Následující hráčky obdržely divokou kartu do hlavní soutěže:
- Jaqueline Cristianová
- Alexandra Ealaová
- Katie Volynetsová
- Wang Si-jü

Následující hráčky nastoupily pod žebříčkovou ochranou:
- Irina-Camelia Beguová
- Ajla Tomljanovićová
- Čang Šuaj

Následující hráčky postoupily z kvalifikace:
- Anna Bondárová
- Cristina Bucșová
- Hailey Baptisteová
- Lesja Curenková
- Mai Hontamová
- Camila Osoriová
- Bernarda Peraová
- Mojuka Učidžimová

Následující hráčiky postoupily z kvalifikace jako šťastné poražené:
- Erika Andrejevová
- Lucia Bronzettiová
- Clara Burelová
- Kamilla Rachimovová

### Odhlášení
před zahájením turnaje
- Viktoria Azarenková → nahradila ji  Čang Šuaj
- Paula Badosová → nahradila ji  Lucia Bronzettiová
- Danielle Collinsová → nahradila ji  Ashlyn Kruegerová
- Caroline Garciaová → nahradila ji  Irina-Camelia Beguová
- Ons Džabúrová → nahradila ji  Amanda Anisimovová
- Karolína Muchová → nahradila ji Kamilla Rachimovová
- Linda Nosková → nahradila ji  Magdalena Fręchová
- Jeļena Ostapenková → nahradila ji  Peyton Stearnsová
- Anastasija Pavljučenkovová → nahradila ji  Elina Avanesjanová
- Karolína Plíšková → nahradila ji  Wang Sin-jü
- Jelena Rybakinová → nahradila ji  Viktorija Tomovová
- Maria Sakkariová → nahradila ji  Sofia Keninová
- Peyton Stearnsová → nahradila ji  Clara Burelová
- Lulu Sunová → nahradila ji Erika Andrejevová
- Elina Svitolinová → nahradila ji  Marie Bouzková
- Iga Świąteková → nahradila ji  Diane Parryová
- Markéta Vondroušová → nahradila ji  Caroline Dolehideová

## Ženská čtyřhra

### Nasazení
| Stát                                                                     | Hráčka                      | Stát        | Hráčka                   | WTA | Nasazení |
| ------------------------------------------------------------------------ | --------------------------- | ----------- | ------------------------ | --- | -------- |
| Kanada                                                                   | Gabriela Dabrowská          | Nový Zéland | Erin Routliffeová        | 6.  | 1.       |
| USA                                                                      | Nicole Melichar-Martinezová | Austrálie   | Ellen Perezová           | 21. | 2.       |
| USA                                                                      | Caroline Dolehideová        | USA         | Desirae Krawczyková      | 22. | 3.       |
| Itálie                                                                   | Sara Erraniová              | Itálie      | Jasmine Paoliniová       | 28. | 4.       |
| Belgie                                                                   | Elise Mertensová            | Čína        | Čang Šuaj                | 36. | 5.       |
| Čínská Tchaj-pej                                                         | Čan Chao-čching             |             | Veronika Kuděrmetovová   | 40. | 6.       |
| Nizozemsko                                                               | Demi Schuursová             | Brazílie    | Luisa Stefaniová         | 45. | 7.       |
| USA                                                                      | Sofia Keninová              | USA         | Bethanie Mattek-Sandsová | 47. | 8.       |
| Žebříček WTA k 23. září 2024; číslo je součtem umístění obou členek páru |                             |             |                          |     |          |

### Jiné formy účasti
Následující páry obdržely divokou kartu do hlavní soutěže:
- Jaqueline Cristianová / Kamilla Rachimovová
- Tchang Čchien-chuej /  Wang Si-jü

Následující pár nastoupil z pozice náhradníka:
- Elina Avanesjanová /  Olivia Gadecká

### Odhlášení
před zahájením turnaje
- Harriet Dartová /  Ashlyn Kruegerová → nahradily je  Elina Avanesjanová /  Olivia Gadecká

## Přehled finále

### Ženská dvouhra
- Aryna Sabalenková vs.  Čeng Čchin-wen, 6–3, 5–7, 6–3

### Ženská čtyřhra
- Anna Danilinová / Irina Chromačovová vs.  Asia Muhammadová /  Jessica Pegulaová, 6–3, 7–6(8–6)